# Shannon's Rainbow
Shannon's Rainbow (también conocida como Amazing Racer o Imparable) es una película familiar de 2011, producida y dirigida por Franco E. Johnson. Protagonizada por Julianne Michelle y Claire Forlani.

## Argumento
Shannon (Julianne Michelle), una adolescente de 17 años, trata de superar la trágica muerte de su padre con la compañía de un caballo al que cuida y con el acercamiento a una madre cuya existencia ignoraba. 

## Reparto
- Julianne Michelle es Shannon Greene.
- Claire Forlani es Christine.
- Daryl Hannah es Rita Baker.
- Michael Madsen es Dave.
- Eric Roberts es Mitchell Prescott.
- Charles Durning es Floyd.
- Steve Guttenberg es Ed.
- Stephen Colletti es Brandon.
- Jason Gedrick es Eric Parker.
- Louis Gossett, Jr. es Max
- George Lopez es Capitán Martin.
- Krista Allen es Jessica.
- Lauren Potter es Kerry.
- Carson Brown es Rio.
- Scott Eastwood es Joey.
- Joanna Pacula